# Steven Woznick
Steven Woznick (nascido em 14 de outubro de 1949) é um ex-ciclista olímpico estadunidense. Representou sua nação nos Jogos Olímpicos de Verão de 1972.